# Trachyoribates heterotrichus
Trachyoribates heterotrichus är en kvalsterart som först beskrevs av Pérez-Íñigo och Baggio 1991.  Trachyoribates heterotrichus ingår i släktet Trachyoribates och familjen Haplozetidae. Inga underarter finns listade i Catalogue of Life.